# Єфремов Валентин Васильович
Валенти́н Васи́льович Єфре́мов (23 липня 1909, Миколаїв — 1986, Одеса) — український диригент та педагог.

## Життєпис
Народився 1909 року в місті Миколаїв. 1938-го закінчив Одеську консерваторію (клас теорії музики та народних інструментів; 1949 року — клас диригування О. Климова).
В 1934—1941 роках — викладач Одеського музичного училища.
Від 1939-го працював в Одеській консерваторії: завідувач навчальної частини. 1946—1976 роки — викладач, водночас в 1956–1962-х — декан виконавчого факультету. За сумісництвом протягом 1941—1946 років — диригент Одеського театру опери та балету, 1947–1949-х — симфонічного оркестру Одеської спеціалізованої музичної школи ім. П. Столярського.
1949 року організував й очолив оркестр народних інструментів Музичного училища і Консерваторії в Одесі. Доцент (1957).
Автор методологічних розробок з диригування, читання партитур, інструментування. Має концертні записи на радіо.
Серед учнів — Василь Євдокимов, Володимир Касьянов, В. Смолій.
Помер 1986 року в Одесі.